# Оуэн, Дон
Дональд (Дон) Оуэн (англ. Donald 'Don' Owen; 19 сентября 1931, Торонто — 21 февраля 2016, там же) — канадский кинорежиссёр, сценарист и продюсер. Вершина творчества Оуэна приходится на 1960-е годы, когда им были сняты две из числа наиболее значительных канадских кинокартин на английском языке — «Никто не сказал прощай» (лауреат премии BAFTA за лучший документальный фильм) и «Игра Эрни», завоевавшая Канадскую кинопремию за лучший фильм и лучшую режиссуру. Премий был удостоен также ряд документальных фильмов Оуэна.

## Биография
Дон Оуэн родился в 1931 году в Торонто и вырос в этом городе. Хотя он мечтал стать поэтом, в чопорном Торонто 1950-х годов это не рассматривалось как хорошая карьерная возможность, и Оуэн поступил на отделение антропологии Торонтского университета. После окончания университета он работал на CBC как сценарист научно-популярных и документальных фильмов, рабочий сцены и помощник режиссёра.
В 1960 году Оуэн начал работать в Канадской государственной службы кинематографии. Переехав в Монреаль, он в начале 1960-х годов принял участие как оператор в съёмках получивших широкий резонанс документальных фильмов «Реслинг» (фр. La Lutte) и «Пятое сентября в Сен-Анри» (фр. À Saint-Henri le cinq septembre), а в 1962 году, вернувшись в Торонто, снял свой первый собственный документальный фильм «Бегун», посвящённый канадскому стайеру Брюсу Кидду. Основными мотивами фильма, в отличие от большинства работ современников, фокусирующихся на спортивной драме, были упорство и одиночество атлета. Оуэну удалось уговорить известного поэта Уистена Одена написать текст для закадрового голоса к фильму. На следующий год вышел ещё один документальный фильм Оуэна «Торонский джаз», рассказывающий о джазовых ансамблях Ленни Бро, Дона Томпсона и Альфа Джонса.
Темой следующего документального фильма, порученного Оуэну, была подростковая преступность и борьба с ней правоохранительных органов; длина ленты должна была составить полчаса. Однако по мере работы над сценарием у Оуэна созрела идея художественного полнометражного фильма, который он и снял вопреки указаниям начальства. В процессе съёмок тема подростковой преступности отошла на второй план, а вперёд выдвинулись вопросы отношений поколений и бунта радикальной молодёжи из обеспеченных семей против буржуазного общества — тема, ставшая популярной во второй половине 1960-х годов. Сюжет ленты и текст диалогов были в значительной степени результатом импровизации — на этом настоял сам Оуэн, рассматривавший это как часть «взросления» канадской англоязычной культуры.
Фильм, получивший название «Никто не сказал прощай», шёл недолгое время в конце 1964 года в кинотеатрах Монреаля и Торонто и был быстро снят с проката. Канадская критика встретила его холодно — в частности, рецензент Globe and Mail назвал его «муторным». Отклонение от заданной темы и явно чувствующаяся поддержка режиссёром бунтарской позиции главного героя навлекли на Оуэна гнев канадского кинематографического истеблишмента. Однако когда в следующем году лента прошла на Нью-Йоркском кинофестивале, критик New York Herald Tribune Джудит Крист назвала её гвоздём программы, что открыло фильму путь в нью-йоркские кинотеатры, а за этим последовала волна благожелательных отзывов в американской прессе. Среди прочих, рецензент журнала New Yorker Брендан Гилл сравнил фильм с романом Сэлинджера «Над пропастью во ржи». В итоге фильм снова вышел на экраны в Канаде, а также был удостоен премии BAFTA за лучший документальный фильм, невзирая на тот факт, что был игровым (намного позже, в 1984 году, он также попал в список десяти лучших канадских фильмов, составленный по итогам опроса на Торонтском кинофестивале).
После этого Оуэн на некоторое время вновь переключился на документальное кино. Его фильм 1965 года, снятый совместно с Дональдом Бриттеном и посвящённый Леонарду Коэну, получил Канадскую кинопремию за лучший телевизионный документальный фильм, а лента 1966 года «Высокая сталь» о монтажниках-мохоках, строивших небоскрёбы Нью-Йорка, — Канадскую кинопремию за лучший монтаж и приз молодёжного жюри на Берлинском кинофестивале. Заметный резонанс вызвал также фильм 1965 года «Отступать нельзя», посвящённый канадцам, работающим с международными некоммерческими организациями в Африке. К этому времени относится обращение Оуэна к буддизму, приверженцем которого он оставался до конца жизни.
В 1966 году Оуэн снял очередной художественный фильм — «Заметки для фильма о Донне и Гейл», историю любви двух молодых женщин, а через год — «Игру Эрни». Этот фильм был заказан Оуэну в рамках подготовки к празднованию столетия Канады, но режиссёр опять проявил нонконформизм: героем ленты стал страдающий психическим расстройством бездомный бисексуальный воришка, пытающийся выжить в холодную монреальскую зиму. Фильм был снят несмотря на сопротивление чиновников кинопромышленности и вызвал крайне разнообразную реакцию — от восторженной до гневной и презрительной. Вершиной первой стала победа «Игры Эрни» в номинациях «Лучший игровой фильм» и «Лучшая режиссура» на очередном вручении Канадских кинопремий, а апофеозом второй — дебаты в Сенате, где фильм был назван «неприличным, аморальным и отталкивающим». В результате Канадская государственная служба кинематографии прекратила сотрудничество с Оуэном вплоть до 1984 года.
Эти две художественных картины стали последними для Оуэна перед почти десятилетним перерывом, снова заполненным работой над документальными фильмами. В конце 1960-х и начале 1970-х он снял целый ряд фильмов-биографий, посвящённых деятелям канадского искусства: певице Моник Лерак (1966), художнику Майклу Сноу (1970), писателю Мордехаю Рихлеру (1971), фотографу Роберту Марклу и художнику Гордону Райнеру (1972).
В 1976 году Оуэн снял художественный фильм «Партнёры» — аллегорию канадско-американских отношений. Лента, включённая в программу Фестиваля фестивалей в Торонто, едва не привела к его закрытию, поскольку провинциальная цензура Онтарио резко возражала против содержавшихся в ней откровенных постельных сцен. В середине 1980-х годов вышли ещё два художественных фильма Оуэна — «Неоконченное дело», представлявшее собой надолго запоздавший сиквел к «Никто не сказал прощай»; и «Обмен», в центре сюжета которого две женщины из рабочих и зажиточных кругов, меняющиеся местами. «Неоконченное дело» отражало процессы движения Торонто к мультикультурализму, «Обмен» содержал острую критику джентрификации.
«Обмен», снятый в 1987 году для телевидения, стал последней лентой в кинокарьере Оуэна. Остаток жизни он посвятил занятиям живописью и поэзией. В 2005 году в рамках Торонтского кинофестиваля прошла ретроспектива его фильмов. Он также выпустил книгу мемуаров «Поиск сумасшедшей мудрости капитаном Дональдом» (англ. Captain Donald’s Search for Crazy Wisdom). В начале 2000-х годов Оуэн перенёс приступ сердечной недостаточности, затем, на операционном столе — инсульт. Его реабилитации мешал артрит, и ему так и не удалось восстановить подвижность полностью. Дон Оуэн умер в феврале 2016 года в возрасте 84 лет.

## Фильмография

### Режиссёр
- 1962 — Бегун (англ. Runner, короткометражный д/ф)
- 1963 — Торонтский джаз (англ. Toronto Jazz, короткометражный д/ф)
- 1964 — Никто не сказал прощай (англ. Nobody Waved Good-bye)
- 1965 — Отступать нельзя (англ. You Don't Back Down, короткометражный д/ф)
- 1965 — Два монреальца (англ. Two Men of Montreal, д/ф)
- 1965 — Дамы и господа, мистер Леонард Коэн (англ. Ladies and Gentlemen, Mr. Leonard Cohen, д/ф)
- 1966 — Высокая сталь (англ. High Steel, короткометражный д/ф)
- 1966 — Заметки для фильма о Донне и Гейл (англ. Notes for a Film About Donna & Gail)
- 1966 — Моника Лейрак на концерте (англ. Monique Leyrac in Concert, д/ф)
- 1967 — Игра Эрни (англ. The Ernie Game)
- 1967 — Галерея: взгляд на время (англ. Gallery: a View of Time, д/ф)
- 1970 — Сноу в Венеции (англ. Snow in Venice, д/ф)
- 1971 — Рихлер с Сент-Урбан-стрит (англ. Richler of St. Urbain Street, д/ф)
- 1972 — Ковбой и индеец (англ. Cowboy and Indian, д/ф)
- 1976 — Партнёры (англ. Partners)
- 1984 — Неоконченное дело (англ. Unfinished Business)
- 1987 — Обмен (англ. Turnabout)

### Сценарист
- 1962 — Бегун
- 1964 — Никто не сказал прощай
- 1966 — Высокая сталь
- 1966 — Заметки для фильма о Донне и Гейл
- 1967 — Игра Эрни
- 1976 — Партнёры
- 1984 — Неоконченное дело
- 1987 — Обмен

### Продюсер
- 1964 — Никто не сказал прощай
- 1976 — Партнёры
- 1984 — Неоконченное дело
- 1987 — Обмен